# Еміль Клюсмаєр
Еміль Клюсмаєр (нім. Emil Klusmeier; 27 липня 1912, Бохум — 19 січня 1982, Бохум) — німецький офіцер-підводник і підприємець, капітан-лейтенант крігсмаріне.

## Біографія
1 жовтня 1930 року вступив на флот. З 2 жовтня по 13 листопада 1937 року пройшов підготовку в училищі підводників. 13 грудня 1937 року переданий в розпорядження 3-ї батареї 1-го дивізіону корабельних гармат Балтійського моря в Кілі. З 15 грудня 1937 року — старший штурман на підводному човні U-5, на якому взяв участь у двох походах в Балтійське море, з 21 січня по 30 серпня 1940 року — на U-24, на якому взяв участь у трьох походах в Північне море. З 11 жовтня 1940 року служив при головнокомандувачі підводним флотом в Парижі, Лор'яні, Берліні та Бернау. З 6 січня по 26 березня 1944 року пройшов курс офіцера-підводника, з 26 березня по 26 квітня — курс ППО, з 27 квітня по 20 травня — курс командира підводного човна, з 21 травня по 31 липня — командирську практику на U-963, на якому взяв участь у трьох походах в Біскайську затоку. З 1 серпня по 9 жовтня 1944 року пройшов курс позиціонування (радіовимірювання), після чого був направлений на будівництво U-2340. З 16 жовтня 1944 року — командир U-2340. 31 березня 1945 року човен був потоплений під час британського авіанальоту на Гамбург. З 1 квітня 1945 року — командир U-2336. 1 травня вийшов у свій перший і останній похід, під час якого потопив 2 кораблі загальною водотоннажністю 4669 тонн.
| Дата          | Назва корабля | Тип               | Тоннаж | Вантаж             | Екіпаж | Загинули | Країна   | Конвой |
| ------------- | ------------- | ----------------- | ------ | ------------------ | ------ | -------- | -------- | ------ |
| 7 травня 1945 | Avondale Park | Торговий пароплав | 2,878  | Генеральні вантажі | 38     | 2        | Канада   | EN-591 |
| 7 травня 1945 | Sneland I     | Торговий пароплав | 1,791  | 2800 тонн вугілля  | 29     | 7        | Норвегія | EN-591 |

15 травня 1945 року повернувся в Кіль і здався британським військам. В липні 1945 року звільнений. Після звільнення повернувся в рідне місто і разом з дружиною протягом багатьох років керував магазином господарських товарів. Пізніше вони відкрили ще один магазин, цього разу — будівельних товарів.

## Звання
- Рекрут (1 жовтня 1930)
- Оберматрос (1 жовтня 1932)
- Боцмансмат (1 жовтня 1934)
- Обербоцмансмат (1 жовтня 1936)
- Штурман (1 серпня 1937)
- Оберштурман (1 жовтня 1937)
- Штабсоберштурман (1 жовтня 1940)
- Лейтенант-цур-зее (1 квітня 1942)
- Оберлейтенант-цур-зее (1 квітня 1943)
- Капітан-лейтенант (1 квітня 1945)

## Нагороди
- Медаль «За вислугу років у Вермахті» 4-го класу (4 роки)
- Нагрудний знак підводника (28 лютого 1940)
- Залізний хрест 2-го класу (8 травня 1940)
- Хрест Воєнних заслуг 2-го класу з мечами (1 вересня 1943)
- Орден «За заслуги перед Федеративною Республікою Німеччина», офіцерський хрест (1981) — за діяльність в якості комерційного судді та підприємницькі досягнення.